# معركة الرقة الثانية (2014)
معركة الرقة الثانية هي معركة وقعت بين يومي 6-13 يناير (كانون الثاني) 2014 في سوريا خلال الحرب الأهلية السورية عندما حاولت ميليشيات تنظيم الدولة الإسلامية في العراق والشام (داعش) السيطرة على مدينة الرقة السورية.

## الخلفية التاريخية
في مارس (آذار) 2013، سقطت مدينة الرقة في أيدي مقاتلي ميليشيات أحرار الشام وجبهة تحرير الرقة وجبهة النصرة. كان ذلك قبل تأسيس تنظيم الدولة الإسلامية في العراق والشام (داعش) في سوريا في أبريل (نيسان) 2013، والذي بدأ ظهور مقاتليه في مدينة الرقة في مايو (أيار) من نفس العام، فانضم معظم مقاتلي جبهة النصرة في الرقة إلى صفوف تنظيم داعش وبايعوا زعيمه أبو بكر البغدادي، في حين انسحب الآخرون إلى مدينة الطبقة. وسرعان ما نمت الصراعات بين الميليشيات الأخرى التابعة للمعارضة السورية وتنظيم داعش الجهادي بسبب كثرة انتهاكاته، ففي 13 مايو (أيار) 2014 قام رجاله بإعدام ثلاثة من السكان العلويين الموالين للنظام السوري علنًا في ساحة الساعة. وفي 28 يوليو (تموز) 2014، أسر جهاديو داعش الأب اليسوعي باولو دالوليو، الذي جاء إلى مدينة الرقة للتوسط لدى داعش، وبدأت الاشتباكات تندلع بين الحين والآخر بين ميليشيات المتمردين وتنظيم داعش الذي انتصر في أكثر هذه المعارك بفضل نقص تنسيق ميليشيات المتمردين الأخرى فيما بينها.
كان مقاتلو جبهة النصرة هم أول من عارض تنظيم داعش من فصائل المتمردين، ثم تبعهم عدد من فصائل الجيش السوري الحر، مثل لواء الفاروق ولواء أحفاد الرسول، وهو الفصيل الذي طُرد مقاتليه من مدينة الرقة، دون أن تتدخل حركة أحرار الشام في الصراع. وفي أغسطس (آب) 2013 قُتل العشرات من المتمردين من لواء أحفاد الرسول في جراء انفجار عدة سيارات مفخخة كان يقودها انتحاريون منتمين لتنظيم داعش بالقرب من مقر الجماعة. سيطر مقاتلو تنظيم داعش اعتبارًا من خريف عام 2013، على مخارج مدينة الرقة، في حين ظلت حركة أحرار الشام هي الفصيل صاحب النفوذ الأقوى في وسط المدينة. وفي 17 أكتوبر (تشرين الأول) 2013، استدعى تنظيم داعش جميع وجهاء المدينة ورجال الدين والمحامين للاجتماع، وبلغ عددهم 300 شخص كان من بينهم الصحفي مهند حبايبنا، والذي يُعتبر الوحيد الذي تحدث علناً للتنديد بانتهاكات وجرائم جهاديي التنظيم، ولكن بعد خمسة أيام، عُثر على جثته مقيدة ومصابة برصاصة في الرأس، كما تلقى أصدقاؤه رسائل تهديدية عبر البريد إلكتروني. وبعد فترة وجيزة، فر قرابة عشرين معارضًا إلى تركيا وتعهد 14 من زعماء القبائل بالولاء لأبي بكر البغدادي.
اشتدّ عداء فصائل وجماعات المعارضة السورية لتنظيم داعش بعدما قام مقاتلو التنظيم بإعدام وتعذيب العديد من المنتمين لهذه الفصائل بالإضافة إلى أسر عدة مئات من المعارضين السوريين. وقد أدى اغتيال أحد قادة حركة أحرار الشام في الأول من يناير (كانون الثاني) 2014، على يد جهاديين من تنظيم الدولة الإسلامية في العراق والشام إلى اندلاع صراع عام في سوريا. وفي 3 يناير (كانون الثاني) 2014، شنت الجبهة الإسلامية والجبهة الثورية السورية وجيش المجاهدين الهجوم على محافظتي حلب وإدلب؛ في 4 يناير (كانون الثاني) 2014، بلغت خسائر تنظيم داعش في هاتين المحافظتين بحسب ما ذكره المرصد السوري لحقوق الإنسان ما لا يقل عن 36 قتيلًا وحوالي 100 أسير، في حين قُتل 17 مقاتلًا من صفوف ميليشيات المعارضة السورية.

## المعركة
في 6 يناير (كانون الثاني) 2014، هاجم المتمردون تنظيم داعش في مدينة الرقة، وحاصروا مقر الجهاديين وأطلقوا سراح قرابة خمسين أسيرًا كانوا محتجزين لدى التنظيم. في 6 يناير (كانون الثاني) 2014 خاضت جبهة النصرة الحرب ضد داعش في مدينة الرقة، وقاتلت إلى جانب المتمردين على عكس ما يحدث في المناطق الأخرى، ولكن في 7 يناير (كانون الثاني) 2014، دعا زعيم جبهة النصرة، أبو محمد الجولاني، إلى وقف إطلاق النار. ووفقاً للمرصد السوري لحقوق الإنسان، فإن جبهة النصرة كانت هي المجموعة الرئيسية المشاركة في حصار مقر تنظيم داعش. كما قام لواء ثوار الرقة، وهو فصيل من فصائل الجيش السوري الحر، بكسر الولاء الذي تعهد به في نهاية عام 2013 لجبهة النصرة للحصول على الحماية ضد داعش وشارك في الهجوم. في 8 يناير (كانون الثاني) 2014، تمكن المتمردون من السيطرة على مدينة الرقة، غير أن تنظيم الدولة الإسلامية تلقى تعزيزات من العراق بلغت 1300 مقاتل وشن هجومًا مضادًا باغت المتمردين حيث ارتدي جهاديو داعش ملابس تشبه ملابس المتمردين وتمكنوا من التسلل بينهم.
وفي ليلة 11 يناير (كانون الثاني) 2014، تمكّن تنظيم داعش من استعادة السيطرة على بلدة تل أبيض الواقعة شمال مدينة الرقة بالقرب من الحدود التركية، بعد أسبوع واحد من سيطرة ميليشيات الجبهة الإسلامية والجيش السوري على البلدة. ثم أعدم الجهاديون المنتمون لداعش ما بين 70 إلى 100 مقاتل من جبهة النصرة وأحرار الشام في البلدة. استمرت الاشتباكات في مدينة الرقة في 12 يناير (كانون الثاني) 2014 والتي تمكّن تنظيم داعش بعدها من السيطرة على المدينة بأكملها تقريبًا. وبحلول 13 يناير (كانون الثاني) 2014، كانت الرقة بالكامل في أيدي تنظيم الدولة الإسلامية في حين فر من تبقى من المتمردين، ولجأت كتيبة ثوار الرقة إلى مدينة كوباني على وجه الخصوص حيث تحالفت مع أكراد وحدات حماية الشعب.

## الخسائر البشرية
وفقًا لما ذكره المرصد السوري لحقوق الإنسان فقد شهد يوم 7 يناير (كانون الثاني) 2014 مقتل ما لا يقل عن 129 مقاتلًا من المتمردين السوريين ومقتل 99 من جهاديي داعش، فضلاً عن مقتل 46 مدنيًا في سوريا بأكملها. ارتفع عدد القتلى في 10 يناير (كانون الثاني) 2014 ليصل إلى ما لا يقل عن 240 متمردًا و157 جهاديًا ينتمي لتنظيم داعش و85 مدنيًا. وفي 12 يناير (كانون الثاني) 2014، أعلن المرصد السوري لحقوق الإنسان أن 351 متمردًا و246 جهاديًا و100 مدني قتلوا في ذلك اليوم، من بينهم 21 أُعدموا. وفي 16 يناير (كانون الثاني) 2014، أعلن المرصد السوري لحقوق الإنسان أن عدد القتلى بلغ 608 من المتمردين (بما في ذلك 99 سجينًا تم إعدامهم)، و312 من مقاتلي داعش (بما في ذلك 56 سجينًا تم إعدامهم) و130 مدنيًا (بما في ذلك 21 أعدمهم تنظيم داعش).